# Speciális unitér csoport
A speciális unitér csoport, jelölés szerint {\displaystyle \operatorname {SU} (n)} a matematikában az olyan unitér {\displaystyle n\times n} mátrixok csoportja, melyek determinánsa egy. A csoport asszociatív csoportművelete a mátrixszorzás, és mivel a speciális unitér csoport egy sima sokaság, amelyben a mátrixszorzás tetszőlegesen sokszor differenciálható, ezért egy Lie-csoport.
Az unitér mátrixok determinánsának abszolút értéke egy, ezt a tulajdonságot szűkíti tovább a speciális unitér csoport. Továbbá, a speciális unitér csoport normálosztója az unitér csoportnak ({\displaystyle \operatorname {U} (n)}), mely az {\displaystyle n\times n} unitér mátrixok csoportja, mely részcsoportja az általános lineáris csoportnak. Formálisabb jelölés szerint {\displaystyle \operatorname {SU} (n)\subset \operatorname {U} (n)\subset \operatorname {GL} (n,\mathbb {C} )}.
Az {\displaystyle \operatorname {SU} (n)} csoportok legegyszerűbb esete az {\displaystyle \operatorname {SU} (1)}, mely egy triviális csoport, tehát egyetlen eleme van, az egységelem, ami ebben az esetben {\displaystyle 1}. Az {\displaystyle \operatorname {SU} (2)} izomorf azon kvaterniók csoportjához, melyeknek normája egy, ezáltal diffeomorf a 3-gömbhöz. Mivel a gömbhéjon elhelyezkedő kvaterniókkal leírhatóak forgatások a háromdimenziós térben (egy előjelig bezárólag), létezik egy szürjektív homomorfizmus {\displaystyle \operatorname {SU} (2)} és a speciális ortogonális forgatáscsoport {\displaystyle \operatorname {SO} (3)} között, melynek magja az {\displaystyle \{I,-I\}} halmaz, ahol {\displaystyle I} az egységmátrixot jelöli. Mivel a kvaterniók identifikálhatóak a {\displaystyle \operatorname {Cl} (3)} Clifford-algebra páros részével, így az {\displaystyle \operatorname {SU} (2)} megegyeztethető a spinorok egyik szimmetriacsoportjával, a {\displaystyle \operatorname {Spin} (3)} spincsoporttal.
Az speciális unitér csoportok rendkívül hasznosak a részecskefizika standard modelljében, főleg {\displaystyle \operatorname {SU} (2)} az elektrogyenge kölcsönhatás leírásában, az {\displaystyle \operatorname {SU} (3)} pedig a kvantum-színdinamikában.

## Tulajdonságai
A speciális unitér csoport egy szigorúan valós Lie-csoport, melynek dimenziója egy valós sokaságként {\displaystyle n^{2}-1}. Topológiai tulajdonságai közé tartozik, hogy kompakt és egyszeresen összefüggő. Algebrailag besorolható az egyszerű Lie-csoportok közé, tehát a csoport Lie-algebrája is egyszerű.
A speciális unitér csoport centruma izomorf a {\displaystyle \mathbb {Z} /n\mathbb {Z} } ciklikus csoporthoz, mely olyan diagonális mátrixokat tartalmaz, melynek minden eleme az {\displaystyle n}-edik komplex gyöke az 1-nek. Abban az esetben, amikor {\displaystyle n\geq 3}, az {\displaystyle \mathbb {Z} /2\mathbb {Z} } a csoport külső automorfizmuscsoportja, míg az {\displaystyle \operatorname {SU} (2)} külső automorfizmuscsoportja a triviális csoport.
Az {\displaystyle (n-1)} ranggal rendelkező maximális tóruszok megadhatóak olyan diagonális mátrixok halmazaként, melynek determinánsa egy. Az {\displaystyle \operatorname {SU} (n)} Weyl-csoportja a szimmetrikus csoport {\displaystyle \operatorname {S} _{n}}.

## Lie-algebrája
Az {\displaystyle \operatorname {SU} (n)} Lie-algebrája, jelölés szerint {\displaystyle {\mathfrak {su}}(n)}, az olyan antihermitikus komplex mátrixok halmaza, melyek nyoma nulla. A Lie-algebra Lie-zárójele a mátrixok kommutátora. A részecskefizikában gyakran használnak egy alternatív definíciót, mely szerint a csoport Lie-algebrája a nulla-nyommal rendelkező hermitikus mátrixok halmaza, ellátva egy olyan Lie-zárójellel, ami a kommutátor megszorozva {\displaystyle -i}-vel. Az {\displaystyle {\mathfrak {su}}(n)} algebra dimenziója szintúgy {\displaystyle n^{2}-1}.

### Struktúrája
Az {\displaystyle {\mathfrak {su}}(n)} komplexifikációja az {\displaystyle {\mathfrak {sl}}(n,\mathbb {C} )}, mely az {\displaystyle n\times n}-es nyommentes komplex mátrixok algebrája. Ennek Cartan-részalgebrái tehát nyommentes diagonális mátrixokat tartalmaznak, melyek bármelyike megegyeztethető egy olyan vektorral {\displaystyle \mathbb {C} ^{n}}-ben, amelyek komponenseinek összege nulla. A gyökrendszerében ezáltal a {\displaystyle (1;-1;0;\dots ;0)} számok {\displaystyle n(n-1)} lehetséges permutációja található meg. Az egyszerű gyököket választhatjuk következőféleképpen:
{\displaystyle {\begin{aligned}(&1,-1,0,\dots ,0,0),\\(&0,1,-1,\dots ,0,0),\\&\vdots \\(&0,0,0,\dots ,1,-1).\end{aligned}}}
Következtetésképpen, az {\displaystyle \operatorname {SU} (n)} csoport rangja {\displaystyle n-1}, Dynkin-diagrammja pedig {\displaystyle A_{n-1}}, melyet grafikusan egy {\displaystyle n-1} taggal rendelkező lánccal jelölünk. Az {\displaystyle {\mathfrak {su}}(n)} Lie-algebra Cartan-mátrixa a következő:
{\displaystyle {\begin{pmatrix}2&-1&0&\dots &0\\-1&2&-1&\dots &0\\0&-1&2&\dots &0\\\vdots &\vdots &\vdots &\ddots &\vdots \\0&0&0&\dots &2\end{pmatrix}}.}
Az {\displaystyle {\mathfrak {su}}(n)} Weyl-csoportja (vagy Coxeter-csoportja) az {\displaystyle \operatorname {S} _{n}} szimmetrikus csoport, amely az {\displaystyle (n-1)}-szimplex szimmetriacsoportja.

### Ábrázoláselmélete
Mivel az {\displaystyle \operatorname {SU} (n)} egy egyszeresen összefüggő Lie-csoport, bármelyik ábrázolása (vagy reprezentációja) levezethető a csoporthoz tartozó {\displaystyle {\mathfrak {su}}(n)} Lie-algebra (vagy pedig annak komplexifikációjának) ábrázolásaiból. Mivel a csoport kompakt, így a Peter–Weyl-tétel kimondja, hogy az ábrázolásai felbonthatóak irreducibilis ábrázolások direkt összegeként. Továbbá, az {\displaystyle \operatorname {SU} (n)} csoport nem kommutatív, így léteznek olyan irreducibilis ábrázolásai, melyeknek egynél nagyobb a dimenziója.

#### Fundamentális ábrázolása
Egy adott Lie-csoport fundamentális ábrázolása a legkisebb dimenziós nemtriviális irreducibilis ábrázolása. Az {\displaystyle {\mathfrak {su}}(n)} algebra esetén ez az az ábrázolás, amely megmutatja, hogy az algebra hogyan hat a {\displaystyle \mathbb {C} ^{n}} testre. Fizikában használt konvenció szerint az algebra generátorainak választhatjuk azokat a {\displaystyle T_{a}} nyommentes hermitikus {\displaystyle n\times n}-mátrixokat, melyekre teljesül
{\displaystyle T_{a}\,T_{b}={\tfrac {1}{\,2n\,}}\,\delta _{ab}\,I_{n}+{\tfrac {1}{2}}\,\sum _{c=1}^{n^{2}-1}\left(if_{abc}+d_{abc}\right)\,T_{c}}
ahol {\displaystyle \delta _{ab}} a Kronecker-deltát, {\displaystyle f} pedig a szerkezeti tényezőket jelöli, melyek minden indexükben antiszimmetrikusak, míg a {\displaystyle d}-vel jelölt állandók minden indexükben szimmetrikusak.
Következésképpen, a generátorok kommutátora a következő:
{\displaystyle ~\left[T_{a},\,T_{b}\right]~=~i\sum _{c=1}^{n^{2}-1}\,f_{abc}\,T_{c}\;,}
a megfelelő antikommutátor pedig:
{\displaystyle \left\{T_{a},\,T_{b}\right\}~=~{\tfrac {1}{n}}\,\delta _{ab}\,I_{n}+\sum _{c=1}^{n^{2}-1}{d_{abc}\,T_{c}}~.}
A kommutátor a fizikusok által használt konvenció szerint úgy teljesíti a Lie-zárójelet definiáló feltételeket, ha tartalmazza az imaginárius egységet, matematikai irodalomban nem található meg, mivel ott a generátorok antihermitikus mátrixok.
Általában a következő normalizáció használatos:
{\displaystyle \sum _{c,e=1}^{n^{2}-1}d_{ace}\,d_{bce}={\frac {\,n^{2}-4\,}{n}}\,\delta _{ab}~.}
A generátorok teljesítik a Jabobi-identitást:
{\displaystyle [T_{a},[T_{b},T_{c}]]+[T_{b},[T_{c},T_{a}]]+[T_{c},[T_{a},T_{b}]]=0.}
A fizikusok által használt konvenció oka az, hogy így egyszerűbben leírhatók a fundamentális részecskék bizonyos tulajdonságai, mivel például {\displaystyle \operatorname {SU} (2)} esetén generátorként választhatók a Pauli-mátrixok {\displaystyle 1/2}-del megszorozva, továbbá az {\displaystyle \operatorname {SU} (3)} csoportnál a Gell-Mann-mátrixok szintén egy ketteddel megszorozva. Ezen definíciók szerint a generátorok a következőt teljesítik:
{\displaystyle Tr(T_{a}T_{b})={\frac {1}{2}}\delta _{ab}.}

#### Adjungált ábrázolása
Egy adott Lie-algebra adjungált ábrázolása az az ábrázolása, melyben az önmagára vetett (Lie-zárójel általi) hatása mutatkozik meg. Ebben az esetben a generátorok olyan {\displaystyle (n^{2}-1)\times (n^{2}-1)}-es mátrixok, melyeket a szerkezeti tényezők definiálnak:
{\displaystyle \left(T_{a}\right)_{jk}=-if_{ajk}.}

## Az SU(2) csoport
Az {\displaystyle \operatorname {SU} (2)} olyan {\displaystyle 2\times 2}-es unitér mátrixok csoportja, melyek determinánsa egy. Pontosabban kifejezve:
{\displaystyle \operatorname {SU} (2)=\left\{\left.{\begin{pmatrix}\alpha &-{\overline {\beta }}\\\beta &{\overline {\alpha }}\end{pmatrix}}\right|\ \alpha ,\beta \in \mathbb {C} ,\,|\alpha |^{2}+|\beta |^{2}=1\right\}~,}
ahol például {\displaystyle {\overline {\alpha }}} az {\displaystyle \alpha } komplex konjugáltját jelöli. A csoportművelet a mátrixszorzás.

### Kapcsolata a 3-gömbbel
Ha a definícióban szereplő {\displaystyle \alpha } és {\displaystyle \beta } komplex számokat felbontjuk valós és imaginárius részeikre, tehát {\displaystyle \alpha =a+bi,\ \beta =c+di}, akkor a determinánsra szabott feltétel a következő egyenlet lesz:
{\displaystyle a^{2}+b^{2}+c^{2}+d^{2}=1}
Ez pontosan az egységsugarú 3-gömb ({\displaystyle \mathbb {S} ^{3}}) egyenlete. Ezt a megfeleltetést lehet egy beágyazásnak is tekinteni: a leképezés
{\displaystyle {\begin{aligned}\varphi \colon \mathbb {C} ^{2}\to {}&\operatorname {M} (2,\mathbb {C} )\\[5pt]\varphi (\alpha ,\beta )={}&{\begin{pmatrix}\alpha &-{\overline {\beta }}\\\beta &{\overline {\alpha }}\end{pmatrix}},\end{aligned}}}
ahol {\displaystyle \operatorname {M} (2,\mathbb {C} )} a {\displaystyle 2\times 2}-es komplex mátrixok halmazát jelöli, egy valós injektív lineáris leképezés. Tehát, {\displaystyle \varphi }-nek a {\displaystyle \mathbb {S} ^{3}}-ra vett korlátozása a 3-gömb beágyazása {\displaystyle \operatorname {M} (2,\mathbb {C} )} egy kompakt részsokaságába, pontosabban {\displaystyle \varphi (\mathbb {S} ^{3})=\operatorname {SU} (2)}.
Ennek következtében, {\displaystyle \mathbb {S} ^{3}} diffeomorf {\displaystyle \operatorname {SU} (2)}-vel, mely bizonyítja, hogy {\displaystyle \operatorname {SU} (2)} egyszeresen összefüggő, {\displaystyle \mathbb {S} ^{3}} pedig ellátható egy olyan struktúrával, mely egy kompakt, összefüggő Lie-csoporttá teszi.

### Kapcsolata az egységkvaterniókkal és a térbeli forgatásokkal
Az egységhosszú kvaterniókat röviden egységkvaternióknak hívjuk, és az {\displaystyle \operatorname {SO} (3)} csoportot generálják. Az általánosan megadott {\displaystyle \operatorname {SU} (2)} mátrix
{\displaystyle {\begin{pmatrix}a+bi&c+di\\-c+di&a-bi\end{pmatrix}}\quad (a,b,c,d\in \mathbb {R} )}
leképezhető a következő formájú kvaternióba:
{\displaystyle a\,{\hat {1}}+b\,{\hat {i}}+c\,{\hat {j}}+d\,{\hat {k}}.}
Ez a leképezés egy csoportizomorfizmus, a mátrix determinánsa pedig pontosan a kvaternió normája, tehát {\displaystyle \operatorname {SU} (2)} izomorf az egységkvaterniók csoportjához.
Minden egységkvaternió megfelel egy háromdimenziós térbeli forgatásnak, az egységkvaterniók szorzata pedig a hozzájuk tartozó forgatások kompozíciójának. Továbbá, bármely háromdimenziós térbeli forgatás pontosan kettő különböző egységkvaternióval írható le. Pontosabban megfogalmazva létezik egy 2:1 szürjektív homomorfizmus {\displaystyle \operatorname {SU} (2)} és {\displaystyle \operatorname {SO} (3)} között. Ennek következtében, {\displaystyle \operatorname {SO} (3)} izomorf az {\displaystyle \operatorname {SU} (2)/\{\pm I\}} faktorcsoporthoz, {\displaystyle \operatorname {SU} (2)} az {\displaystyle \operatorname {SO} (3)} univerzális fedése, továbbá az {\displaystyle \operatorname {SO} (3)}-at definiáló sokaság létrehozható, ha {\displaystyle \mathbb {S} ^{3}} antipodális pontjait megfeleltetjük egymásnak.

### Lie-algebrája
Az {\displaystyle \operatorname {SU} (2)} csoport Lie-algebrájába azon {\displaystyle 2\times 2}-es antihermitikus mátrixok tartoznak, melyek nyoma nulla. Pontosabban:
{\displaystyle {\mathfrak {su}}(2)=\left\{\left.{\begin{pmatrix}i\ a&-{\overline {z}}\\z&-i\ a\end{pmatrix}}\right|\ a\in \mathbb {R} ,z\in \mathbb {C} \right\}~.}
Ezt az algebrát a következő három mátrix generálja:
{\displaystyle u_{1}={\begin{pmatrix}0&i\\i&0\end{pmatrix}},\quad u_{2}={\begin{pmatrix}0&-1\\1&0\end{pmatrix}},\quad u_{3}={\begin{pmatrix}i&0\\0&-i\end{pmatrix}}~,}
melyek a következő kommutációs relációkat teljesítik:
{\displaystyle \left[u_{3},u_{1}\right]=2\ u_{2},\quad \left[u_{1},u_{2}\right]=2\ u_{3},\quad \left[u_{2},u_{3}\right]=2\ u_{1}~.}
Ezek a generátorok szoros összefüggésben állnak a kvantummechanikában alkalmazott Pauli-mátrixokkal: {\displaystyle u_{1}=i\ \sigma _{1}~,\,u_{2}=-i\ \sigma _{2}}  és  {\displaystyle u_{3}=+i\ \sigma _{3}~.} Ennek következtében az {\displaystyle {\mathfrak {su}}(2)} algebrával leírható a fundamentális részecskék (például elektronok) spinje.
Továbbá, a Lie-algebra ábrázolásainak segítségével levezethetőek az {\displaystyle \operatorname {SU} (2)} ábrázolásai.

## Az SU(3) csoport
Az {\displaystyle \operatorname {SU} (3)} egy 8-dimenziós valós egyszerű Lie-csoport, mely olyan {\displaystyle 3\times 3}-as unitér mátrixokat tartalmaz, melyek determinánsa egy.

### Topológiai tulajdonságai
Az {\displaystyle \operatorname {SU} (3)} csoport egyszeresen összefüggő és kompakt. A csoport topológiai struktúrája megérthető abból a tulajdonságából, hogy tranzitív módon hat az {\displaystyle \mathbb {S} ^{5}} egységgömbre a {\displaystyle \mathbb {C} ^{3}\cong \mathbb {R} ^{6}} térben. A gömb bármelyik pontjának stabilizátora izomorf {\displaystyle \operatorname {SU} (2)}-vel, amely topológiailag a 3-gömb. Ebből következik, hogy {\displaystyle \operatorname {SU} (3)} egy fibrált nyaláb, melynek bázistere {\displaystyle \mathbb {S} ^{5}}, fibruma (vagy rostja) pedig {\displaystyle \mathbb {S} ^{3}}. Mivel a fibrum és a bázistér is egyszeresen összefüggő, ebből következik, hogy {\displaystyle \operatorname {SU} (3)} is egyszeresen összefüggő.
Homotópiacsoportok hosszú egzakt sorozatát vizsgálva bizonyítható, hogy az {\displaystyle \operatorname {SU} (3)} csoport egy nemtriviális (csavart) {\displaystyle \operatorname {SU} (2)}-nyaláb {\displaystyle \mathbb {S} ^{5}} bázistér felett.

### Lie-algebrája
Az {\displaystyle \operatorname {SU} (3)} Lie-algebrája {\displaystyle {\mathfrak {su}}(3)}, amely a {\displaystyle 3\times 3}-as (fizikai konvenció szerint) hermitikus mátrixokat tartalmazza, melyek nyoma nulla. Az algebra generátorai a 
{\displaystyle T_{a}={\frac {\lambda _{a}}{2}}~,}
mátrixok, ahol {\displaystyle \lambda _{a}} a Gell-Mann-mátrixokat jelöli, melyek a Pauli-mátrixok háromdimenziós megfelelői:
{\displaystyle {\begin{aligned}\lambda _{1}={}&{\begin{pmatrix}0&1&0\\1&0&0\\0&0&0\end{pmatrix}},&\lambda _{2}={}&{\begin{pmatrix}0&-i&0\\i&0&0\\0&0&0\end{pmatrix}},&\lambda _{3}={}&{\begin{pmatrix}1&0&0\\0&-1&0\\0&0&0\end{pmatrix}},\\[6pt]\lambda _{4}={}&{\begin{pmatrix}0&0&1\\0&0&0\\1&0&0\end{pmatrix}},&\lambda _{5}={}&{\begin{pmatrix}0&0&-i\\0&0&0\\i&0&0\end{pmatrix}},\\[6pt]\lambda _{6}={}&{\begin{pmatrix}0&0&0\\0&0&1\\0&1&0\end{pmatrix}},&\lambda _{7}={}&{\begin{pmatrix}0&0&0\\0&0&-i\\0&i&0\end{pmatrix}},&\lambda _{8}={\frac {1}{\sqrt {3}}}&{\begin{pmatrix}1&0&0\\0&1&0\\0&0&-2\end{pmatrix}}.\end{aligned}}}
A Gell-Mann-mátrixok a következő kommutációs és antikommutációs szabálynak tesznek eleget:
{\displaystyle {\begin{aligned}\left[T_{a},T_{b}\right]&=i\sum _{c=1}^{8}f_{abc}T_{c},\\\left\{T_{a},T_{b}\right\}&={\frac {1}{3}}\delta _{ab}I_{3}+\sum _{c=1}^{8}d_{abc}T_{c},\end{aligned}}}
ahol {\displaystyle f} a Lie-algebra szerkezeti tényezőjeit jelöli. Ezek {\displaystyle {\mathfrak {su}}(3)} esetén a következők:
{\displaystyle {\begin{aligned}f_{123}&=1,\\f_{147}=-f_{156}=f_{246}=f_{257}=f_{345}=-f_{367}&={\frac {1}{2}},\\f_{458}=f_{678}&={\frac {\sqrt {3}}{2}},\end{aligned}}}
ahol olyan {\displaystyle f_{abc}}, melyek nem érhetőek el az előbb felsoroltak permutációjaként, automatikusan nullák. A szimmetrikus {\displaystyle d} tényezők a következők:
{\displaystyle {\begin{aligned}d_{118}=d_{228}=d_{338}=-d_{888}&={\frac {1}{\sqrt {3}}}\\d_{448}=d_{558}=d_{668}=d_{778}&=-{\frac {1}{2{\sqrt {3}}}}\\d_{344}=d_{355}=-d_{366}=-d_{377}=-d_{247}=d_{146}=d_{157}=d_{256}&={\frac {1}{2}}~.\end{aligned}}}
Egy általános {\displaystyle \operatorname {SU} (3)} csoportelem, melyet egy {\displaystyle H} {\displaystyle 3\times 3}-as hermitikus nyommentes mátrix generál, leírható a következő másodfokú mátrixpolinommal:
{\displaystyle {\begin{aligned}\exp(i\theta H)={}&\left[-{\frac {1}{3}}I\sin \left(\varphi +{\frac {2\pi }{3}}\right)\sin \left(\varphi -{\frac {2\pi }{3}}\right)-{\frac {1}{2{\sqrt {3}}}}~H\sin(\varphi )-{\frac {1}{4}}~H^{2}\right]{\frac {\exp \left({\frac {2}{\sqrt {3}}}~i\theta \sin(\varphi )\right)}{\cos \left(\varphi +{\frac {2\pi }{3}}\right)\cos \left(\varphi -{\frac {2\pi }{3}}\right)}}\\[6pt]&{}+\left[-{\frac {1}{3}}~I\sin(\varphi )\sin \left(\varphi -{\frac {2\pi }{3}}\right)-{\frac {1}{2{\sqrt {3}}}}~H\sin \left(\varphi +{\frac {2\pi }{3}}\right)-{\frac {1}{4}}~H^{2}\right]{\frac {\exp \left({\frac {2}{\sqrt {3}}}~i\theta \sin \left(\varphi +{\frac {2\pi }{3}}\right)\right)}{\cos(\varphi )\cos \left(\varphi -{\frac {2\pi }{3}}\right)}}\\[6pt]&{}+\left[-{\frac {1}{3}}~I\sin(\varphi )\sin \left(\varphi +{\frac {2\pi }{3}}\right)-{\frac {1}{2{\sqrt {3}}}}~H\sin \left(\varphi -{\frac {2\pi }{3}}\right)-{\frac {1}{4}}~H^{2}\right]{\frac {\exp \left({\frac {2}{\sqrt {3}}}~i\theta \sin \left(\varphi -{\frac {2\pi }{3}}\right)\right)}{\cos(\varphi )\cos \left(\varphi +{\frac {2\pi }{3}}\right)}}\end{aligned}}}
ahol
{\displaystyle \varphi \equiv {\frac {1}{3}}\left[\arccos \left({\frac {3{\sqrt {3}}}{2}}\det H\right)-{\frac {\pi }{2}}\right].}

## Általánosított speciális unitér csoport
Adott {\displaystyle F} test esetén definiálható az általánosított speciális unitér csoport {\displaystyle SU(p,q;F)}, mely azon lineáris leképezések csoportja, melyek determinánsa egy és egy {\displaystyle F} feletti {\displaystyle n=p+q}-dimenziós vektortérhez tartoznak. Továbbá, ezek a leképezések változatlanul hagynak egy nemelfajuló, szeszkvilineáris formát, melynek szignatúrája {\displaystyle (p,q)}. Az {\displaystyle F} mező felcserélhető egy kommutatív gyűrűre, ebben az esetben viszont a vektortér felcserélődik egy szabad modulusra.
Amennyiben egy {\displaystyle (p,q)} szignatúrával rendelkező {\displaystyle A\in \operatorname {GL} (n,\mathbb {R} )} hermitikus mátrixot, akkor minden {\displaystyle M\in \operatorname {SU} (p,q;\mathbb {R} )}-re teljesül
{\displaystyle {\begin{aligned}M^{*}AM&=A\\\det M&=1.\end{aligned}}}
Amennyiben a csoport {\displaystyle \operatorname {SU} (p,q)}-ként van jelölve bármiféle testre való utalás nélkül, akkor a test általában a komplex számtest {\displaystyle \mathbb {C} }.

### SU(1,1)
Az {\displaystyle \operatorname {SU} (1,1)} egy fontos példája az általánosított speciális unitér csoportoknak. Definíció szerint a következő:
{\displaystyle \operatorname {SU} (1,1)=\left\{{\begin{pmatrix}u&v\\{\bar {v}}&{\bar {u}}\end{pmatrix}}\in M(2,\mathbb {C} ):u{\bar {u}}-v{\bar {v}}=1\right\}.}
Ez a csoport izomorf az {\displaystyle \operatorname {SL} (2,\mathbb {R} )} és a {\displaystyle \operatorname {Spin} (2,1)} csoportokkal, ahol a vesszővel elválasztott két szám annak a kvadratikus alaknak a szignatúrájára utal, melyet a csoport változatlanul hagy. A definícióban található {\displaystyle u{\bar {u}}-v{\bar {v}}} kifejezés egy hermitikus forma, melyből egy izotropikus másodfokú forma lesz, ha a {\displaystyle u}-t és {\displaystyle v}-t a valós komponenseire felbontjuk.
A csoport egy korai formája a kokvaterniók egységgömbjeként mutatkozott meg. Legyen
{\displaystyle j={\begin{bmatrix}0&1\\1&0\end{bmatrix}}\,,\quad k={\begin{bmatrix}1&\;~0\\0&-1\end{bmatrix}}\,,\quad i={\begin{bmatrix}\;~0&1\\-1&0\end{bmatrix}}~.}
A három mátrix szorzata a kétdimenziós egységmátrix, továbbá mind a három mátrix antikommutál, mint a kvaterniók esetében. Továbbá, {\displaystyle i} ugyanúgy az egységmátrix {\displaystyle (-1)}-szeresének négyzetgyöke, azonban {\displaystyle j^{2}=k^{2}=I_{2}}. Mind a kvaterniók, mind a kokvaterniók esetén a skalármennyiségek {\displaystyle I_{2}} többszöröseinek tekinthetők, így a továbbiakban a szakaszban az {\displaystyle I_{2}=1} jelölés lesz alkalmazva.
A {\displaystyle ~q=w+x\,i+y\,j+z\,k~} kokvaternió (ahol {\displaystyle w} egy skalár) konjugáltja {\displaystyle ~q^{*}=w-x\,i-y\,j-z\,k~}, hasonlóan a kvaterniókhoz. Az általuk definiálható másodfokú forma {\displaystyle ~q\,q^{*}=w^{2}+x^{2}-y^{2}-z^{2}.} A kokvaterniók egységgömbjében ez a mennyiség 1, mely így pontosan megfeleltethető az {\displaystyle \operatorname {SU} (1,1)} csoportnak, ha a definícióban használt {\displaystyle u} és {\displaystyle v} komplex számokat felbontjuk valós és imaginárius részükre.

## Fontos részcsoportok
A speciális unitér csoportot a fizikában fermionrendszerek szimmetriáinak leírására alkalmazzák. A spontán szimmetriasértés elméletében fontos bizonyos részcsoportjait felismerni. Például, a nagy egyesített elméletben jelentős részcsoportok {\displaystyle p>1,\ n-p>1} esetén
{\displaystyle \operatorname {SU} (n)\supset \operatorname {SU} (p)\times \operatorname {SU} (n-p)\times \operatorname {U} (1),}
ahol a {\displaystyle \times } a direkt szorzatot jelöli, {\displaystyle \operatorname {U} (1)} pedig izomorf a körcsoporthoz, mely olyan komplex számokat tartalmaz, melyek normája egy.
Bizonyos ortogonális és szimplektikus csoportok is részcsoportjai {\displaystyle \operatorname {SU} (n)}-nek:
{\displaystyle {\begin{aligned}\operatorname {SU} (n)&\supset \operatorname {SO} (n),\\\operatorname {SU} (2n)&\supset \operatorname {Sp} (n).\end{aligned}}}
Az {\displaystyle \operatorname {SU} (n)} részcsoportja a következő Lie-csoportoknak:
{\displaystyle {\begin{aligned}\operatorname {SO} (2n)&\supset \operatorname {SU} (n)\\\operatorname {Sp} (n)&\supset \operatorname {SU} (n)\\\operatorname {E} _{6}&\supset \operatorname {SU} (6)\\\operatorname {E} _{7}&\supset \operatorname {SU} (8)\\\operatorname {G} _{2}&\supset \operatorname {SU} (3).\end{aligned}}}
A következő izomorfizmusok gyakran használatosak: {\displaystyle \operatorname {SU} (4)=\operatorname {Spin} (6),\,\operatorname {SU} (2)=\operatorname {Spin} (3)=\operatorname {Sp} (1),\,\operatorname {Spin} (4)=\operatorname {SU} (2)\times \operatorname {SU} (2)}.

## Jelentősége a fizikában
Az {\displaystyle \operatorname {SU} (n)} az egyik legfontosabb szimmetriacsoport a fizikában. Az {\displaystyle \operatorname {SU} (2)} leírja a perdületet a kvantummechanikában, ezáltal a spint is. A csoport irreducibilis ábrázolásait egyedi módon karakterizálják a Casimir-operátor sajátértékei, ebből levezethető, hogy a spin vagy egész szám, vagy egy egész szám fele: például az elektron spinje 1/2 vagy -1/2 lehet, (a Planck-állandót elméleti fizikai konvenció szerint eggyel egyenlővé tesszük) a Pauli-mátrixok pedig a fundamentális ábrázolás generátorai. Mivel az {\displaystyle \operatorname {SU} (2)} csoportnak három generátora van, így az adjugált ábrázolása háromdimenziós: ez a spin-1 részecskéket írja le.
Az {\displaystyle \operatorname {SU} (3)} csoport a részecskefizikában a színtöltést írja le: itt két Casimir-operátor van és az irreducibilis ábrázolásokat egy számpárral lehet identifikálni. Továbbá, az {\displaystyle \operatorname {SU} (3)} segítségével osztályozhatók azok a hadronok, melyek könnyű (azaz top, down és strange) kvarkokból állnak.
Az {\displaystyle \operatorname {SU} (2)} önmagával vett direkt szorzata (tehát {\displaystyle \operatorname {SU} (2)\times \operatorname {SU} (2)}) a relativisztikus kvantumelméletben is használt ortokrón Lorentz-csoport univerzális fedése.

## Fordítás
Ez a szócikk részben vagy egészben  a   Special unitary group című angol Wikipédia-szócikk fordításán alapul.  Az eredeti cikk szerkesztőit annak laptörténete sorolja fel. Ez a jelzés csupán a megfogalmazás eredetét és a szerzői jogokat jelzi, nem szolgál a cikkben szereplő információk forrásmegjelöléseként.

## Lásd még
- Az SU(2) ábrázoláselmélete részletesebben az angol Wikipédián
- Clebsch–Gordan-együtthatók az SU(3) ábrázoláselméletéhez az angol Wikipédián